# The Voice of Albania
La Voz de Albania es un talent show albanés creado por John de Mol y basado en el concepto del exitoso formato holandés The Voice. Es parte  de una serie internacional. El programa se estrenó el 21 de octubre de 2011 y culminó el 19 de mayo de 2017 después de 6 temporadas.
Top Channel terminó la producción de este programa porque  empezó una segunda temporada de la The Voice Kids Albania.

## Formato
La Voz consiste en elegir de entre un grupo de concursantes de distintas edades, a aquellos que destaquen por sus cualidades vocales, sin que su imagen influya en la decisión del jurado, integrado por conocidos artistas que posteriormente dirigen su formación artística. El objetivo de este formato es encontrar la mejor voz votada del país, es decir, de Albania. Sin embargo, y de igual manera, pueden participar personas de distintas partes del mundo.
Hay 6 etapas durante la competencia:
Pre-Audiciones

La primera etapa del talent show no es retransmitido. Los productores realizan una audición a todos los artistas que se inscribieron a través de la página web. Los seleccionados pasan a la etapa de audiciones a ciegas donde deben cantar para los entrenadores.
Audiciones a ciegas

La segunda fase son las "Audiciones Ciegas ". Aquí los entrenadores forman sus equipos, los cuales entrenarán y guiarán a lo largo de la competencia. Las sillas de los jueces se encuentran de espaldas y de frente al público durante la actuación de cada aspirante; aquellos interesados en algún artista, presionan el botón que se ubica en la silla, con el cual giran, poniéndose de frente al artista, al mismo tiempo que, se ilumina la parte inferior de la misma, en donde se lee la leyenda "Quiero tu voz". Luego de concluida la presentación, el artista ingresa directamente al equipo del entrenador que se interesó, o en caso de que más de un entrenador se haya interesado, él decide a qué equipo ingresará mediante los argumentos o criterios que cada uno de ellos le ofrezca para guiarlo en base su beneficio musical de la temporada.
Las Batallas

En las Batallas, cada entrenador agrupa en parejas a los miembros de su equipo, para que se enfrenten en un ring y canten la misma canción mostrando así, sus mejores dotes vocales y artísticos. Al final de cada presentación, solo uno de ellos avanza a la siguiente ronda. En cada temporada, cada entrenador recibe la ayuda de mentores invitados, que le ayudan a asesorar a sus participantes para lucirse y realizar una buena actuación, aportando su punto de vista para tomar la mejor decisión en el equipo.
Knockouts

Durante esta ronda, una pareja de artistas del mismo equipo son seleccionados para realizar actuaciones en el mismo momento. Cada artista tiene la posibilidad de elegir su propia canción, y reciben además, la ayuda y consejos de sus entrenadores y de un invitado especial. Al final de ambas presentaciones, cada entrenador selecciona a uno de ellos para que avance a la siguiente ronda. Sin embargo, en esta etapa cada entrenador recibe la oportunidad del "Robo", 2 en total, los cuales les permiten salvar e incorporar a sus equipos a concursantes eliminados por otros entrenadores durante esta ronda.
Los Playoffs

En los Playoffs, los participantes se presentan individualmente en rondas por equipos para demostrar una vez más su talento; y donde cada entrenador deberá salvar a dos participantes (de los ocho en total), mientras que los demás irán al voto telefónico, SMS y/o por plataforma digital, para que el público de esta manera salve a dos más. En esta dinámica, el entrenador queda con cuatro participantes.
Shows en vivo

En esta fase, cada participante se presenta de manera individual y 100% en vivo ante el público, realizando una actuación musical consecutiva con la finalidad de obtener la mayor cantidad de votos por parte de este. Asimismo, en la semifinal y gran final, no solo se presentarán canciones en solitario, sino que cada finalista realizará un dueto con su entrenador. La palabra y decisión final la tendrá el público, que consagrará a uno de los cuatro finalistas como La Voz de Albania.

## Presentadores y Jurado

### Presentadores
| Ledion Liço |

### Backstage
| Marina Vjollca  |
| Kiara Tito      |
| Mishel Rrena    |
| Fjoralba Ponari |

### Coaches
| Temporada | Coaches        | Coaches         | Coaches     | Coaches       |
| --------- | -------------- | --------------- | ----------- | ------------- |
| 1         | Alma Bektashi  | Sidrit Bejleri  | Elton Deda  | Miriam Cani   |
| 2         | Alma Bektashi  | Sidrit Bejleri  | Elton Deda  | Miriam Cani   |
| 3         | Alma Bektashi  | Sidrit Bejleri  | Elton Deda  | Aurela Gaçe   |
| 4         | Alma Bektashi  | Sidrit Bejleri  | Genc Salihu | Elsa Lila     |
| 5         | Alma Bektashi  | Sidrit Bejleri  | Genc Salihu | Jonida Maliqi |
| 6         | Besa Kokëdhima | Alban Skënderaj | Xuxi        | Rona Nishliu  |

Galería de coaches
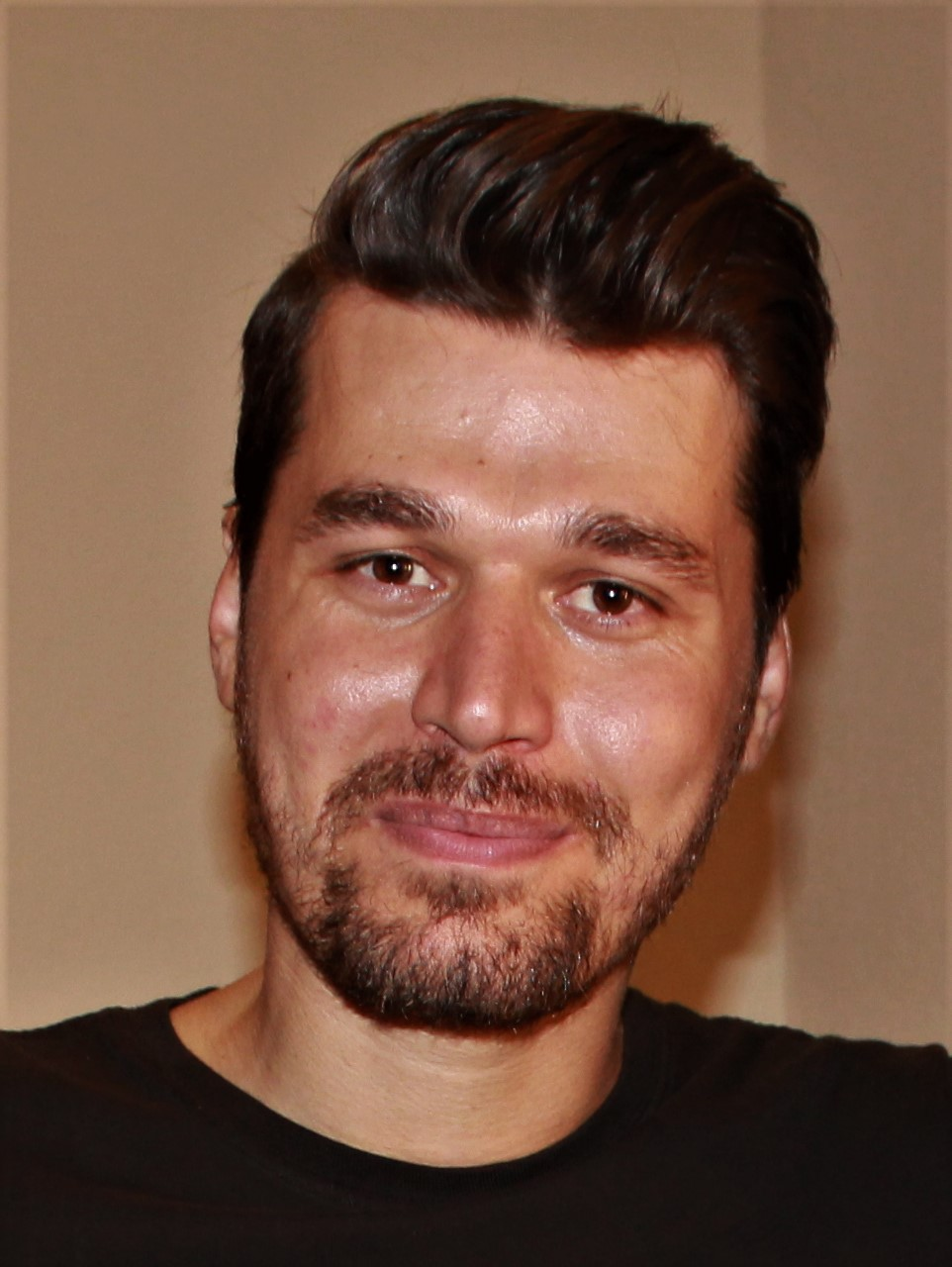
Alban Skënderaj (2017)
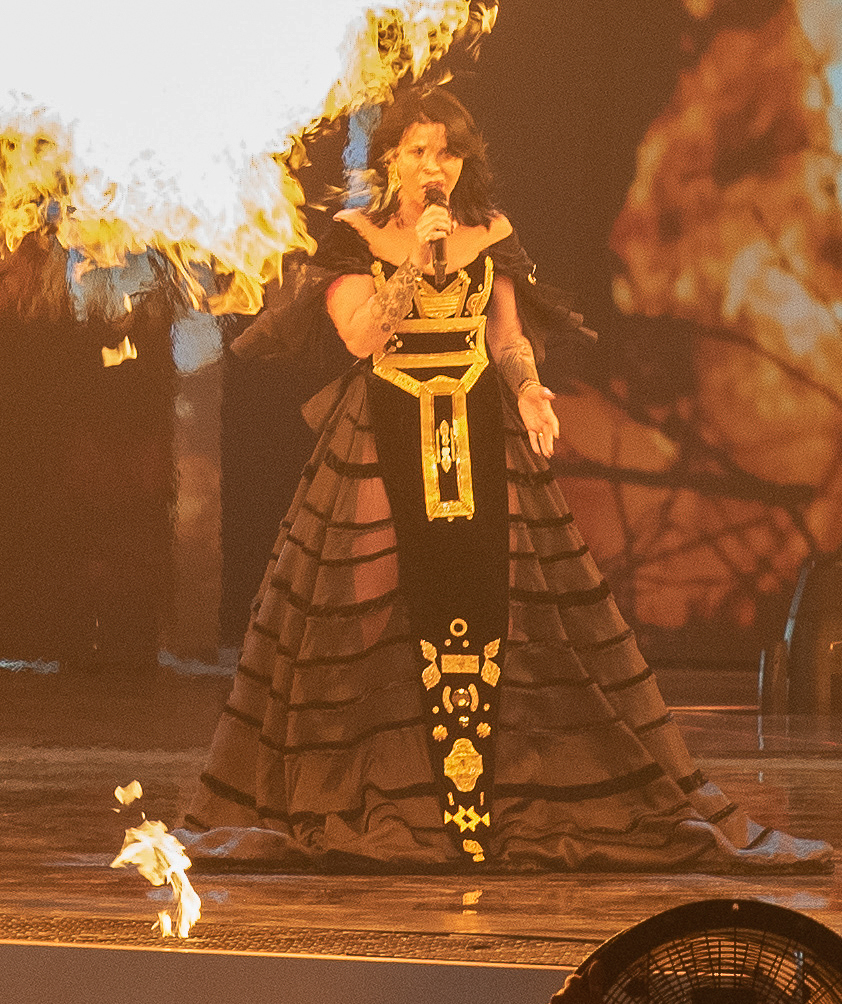
Jonida Maliqi (2016)
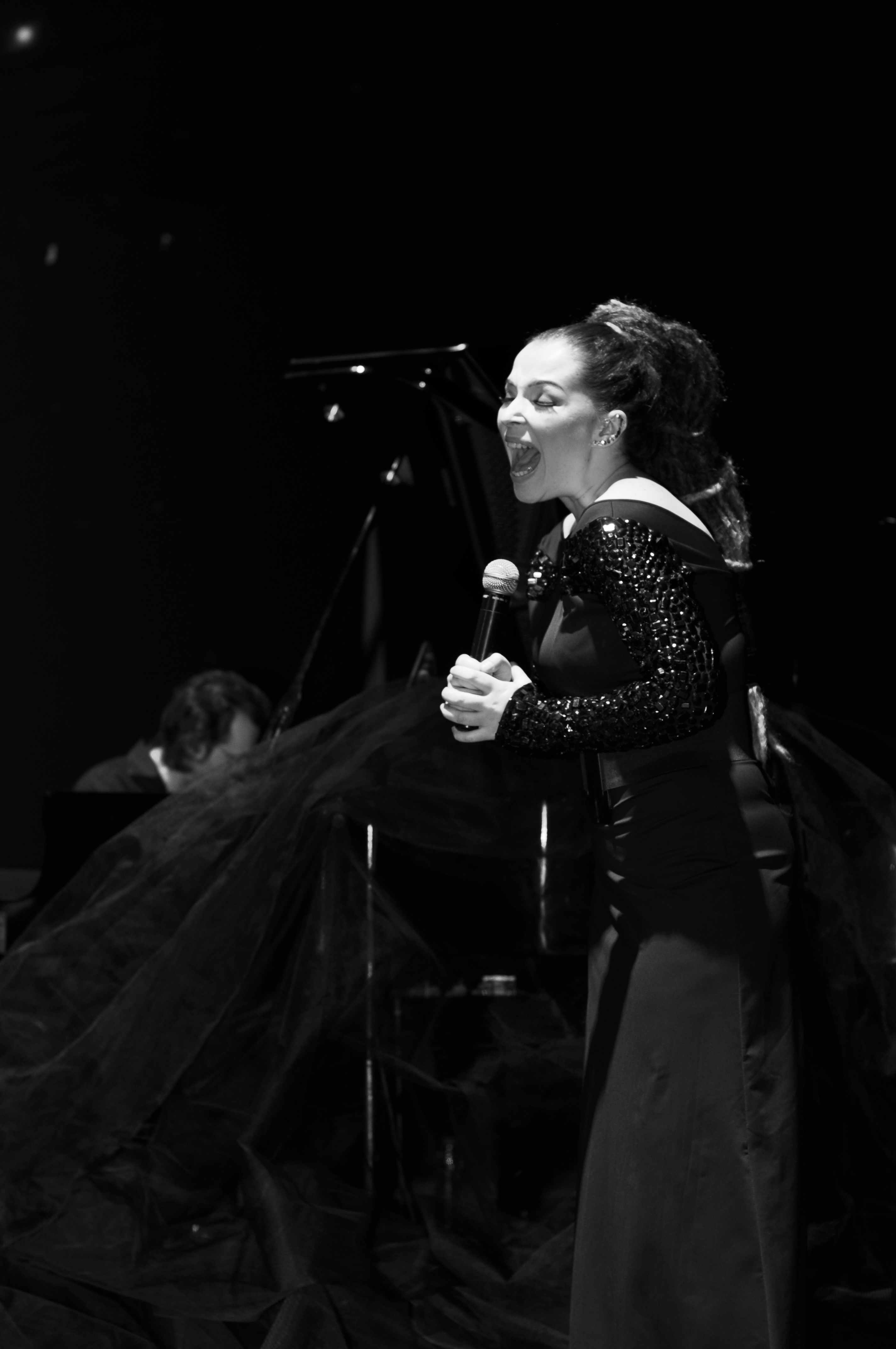
Rona Nishliu (2017)
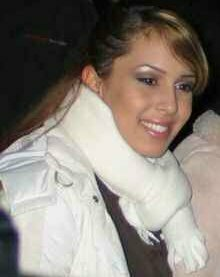
Miriam Cani (2011, 2012)
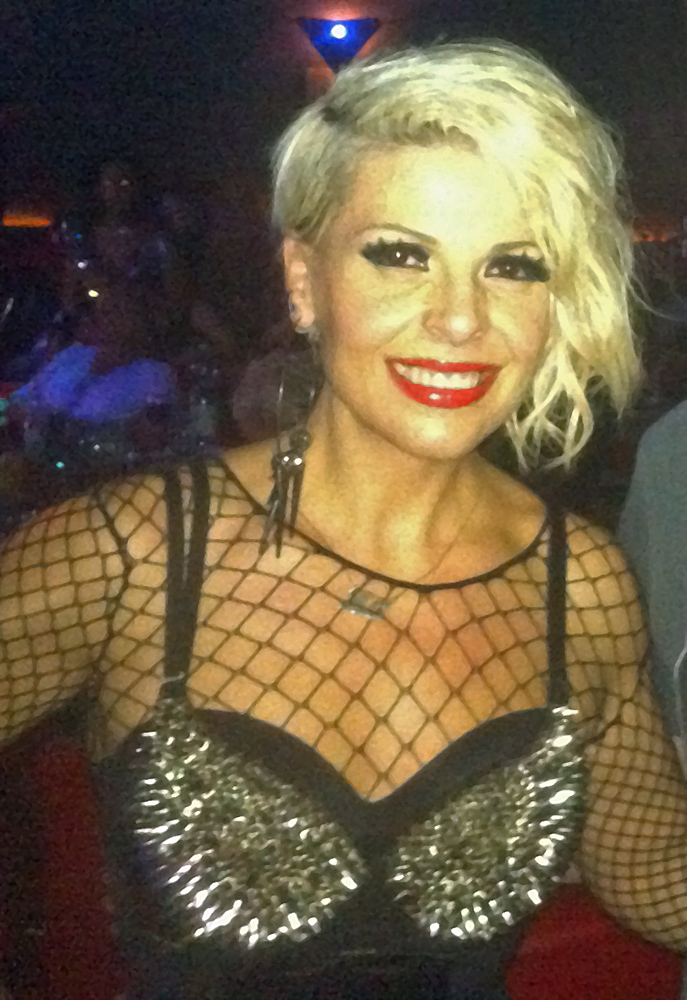
Aurela Gaçe (2013)
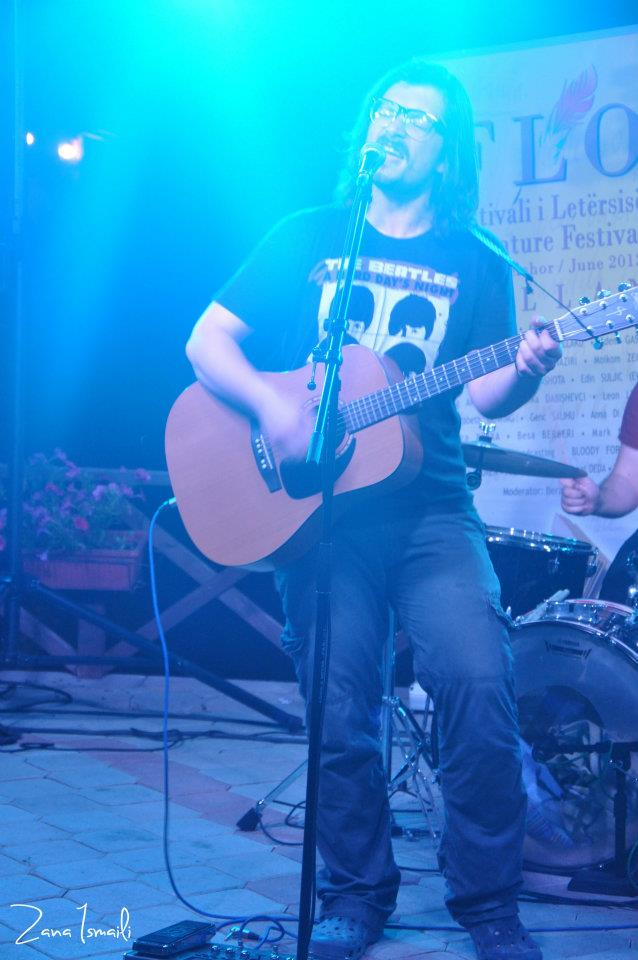
Genc Salihu (2014, 2016)

## Resumen
- Equipo Alma
- Equipo Sidrit
- Equipo Elton
- Equipo Miriam
- Equipo Aurela
- Equipo Elsa
- Equipo Genc
- Equipo Jonida
- Equipo Alban
- Equipo Besa
- Equipo Rosa
- Equipo Xuxi

| Temporada | Estreno               | Final                 | Ganador         | Segundo Lugar   | Otros finalistas | Entrenador ganador | Presentador | Backstage       | Entrenadores | Entrenadores | Entrenadores | Entrenadores |
| Temporada | Estreno               | Final                 | Ganador         | Segundo Lugar   | Otros finalistas | Entrenador ganador | Presentador | Backstage       | 1            | 2            | 3            | 4            |
| --------- | --------------------- | --------------------- | --------------- | --------------- | ---------------- | ------------------ | ----------- | --------------- | ------------ | ------------ | ------------ | ------------ |
| 1         | 21 de octubre de 2011 | 10 de febrero de 2012 | Rina Bilurdagu  | Marsela Çibukaj | Enrika Derza     | Alma Bektashi      | Ledion Liço | Marina Vjollca  | Sidrit       | Alma         | Miriam       | Elton        |
| 1         | 21 de octubre de 2011 | 10 de febrero de 2012 | Rina Bilurdagu  | Marsela Çibukaj | Lundrim Paçuku   | Alma Bektashi      | Ledion Liço | Marina Vjollca  | Sidrit       | Alma         | Miriam       | Elton        |
| 2         | 7 de octubre de 2012  | 22 de enero de 2013   | Venera Lumani   | Mjellma Berisha | Jozefina Simoni  | Sidrit Bejleri     | Ledion Liço |                 | Miriam       | Sidrit       | Elton        | Alma         |
| 2         | 7 de octubre de 2012  | 22 de enero de 2013   | Venera Lumani   | Mjellma Berisha | Matej Karaqi     | Sidrit Bejleri     | Ledion Liço |                 | Miriam       | Sidrit       | Elton        | Alma         |
| 3         | 19 de octubre de 2013 | 25 de enero de 2014   | Florent Abrashi | Borjana Dojle   | Sigi Bastri      | Sidrit Bejleri     | Ledion Liço | Sidrit          | Alma         | Aurela       | Elton        |              |
| 3         | 19 de octubre de 2013 | 25 de enero de 2014   | Florent Abrashi | Borjana Dojle   | Krenar Ismaili   | Sidrit Bejleri     | Ledion Liço | Sidrit          | Alma         | Aurela       | Elton        |              |
| 4         | 18 de octubre de 2014 | 5 de enero de 2015    | Aslaidon Zaimaj | Albina Kelmendi | Semi Jaupaj      | Genc Salihu        | Ledion Liço | Genc            | Elsa         | Alma         | Sidrit       |              |
| 4         | 18 de octubre de 2014 | 5 de enero de 2015    | Aslaidon Zaimaj | Albina Kelmendi | Olsa Ballguri    | Genc Salihu        | Ledion Liço | Genc            | Elsa         | Alma         | Sidrit       |              |
| 5         | 9 de enero de 2016    | 16 de abril de 2016   | Tahir Gjoçi     | Lorenc Hasrama  | Ina Torba        | Sidrit Bejleri     | Ledion Liço | Genc            | Kiara Tito   | Alma         | Sidrit       | Jonida       |
| 5         | 9 de enero de 2016    | 16 de abril de 2016   | Tahir Gjoçi     | Lorenc Hasrama  | Elbunit Krasniqi | Sidrit Bejleri     | Ledion Liço | Genc            | Mishel Rrena | Alma         | Sidrit       | Jonida       |
| 6         | 27 de enero de 2017   | 19 de mayo de 2017    | Klinti Çollaku  | Lidia Lufi      | Lis Asllanaj     | Alban Skënderaj    | Ledion Liço | Fjoralba Ponari | Xuxi         | Besa         | Rona         | Alban        |
| 6         | 27 de enero de 2017   | 19 de mayo de 2017    | Klinti Çollaku  | Lidia Lufi      | Anxhela Elmazi   | Alban Skënderaj    | Ledion Liço | Fjoralba Ponari | Xuxi         | Besa         | Rona         | Alban        |

## Temporadas

### Temporada 1 (2011-2012)
La primera temporada se estrenó el 21 de octubre de 2011 y finalizó el 10 de febrero de 2012, siendo la ganadora Rina Bilurdagu del equipo Alma.

| Clasificación | Artistas        | Canción                  | Resultado     |
| ------------- | --------------- | ------------------------ | ------------- |
| 1             | Rina Bilurdagu  | Georgia on My Mind       | Ganador       |
| 2             | Marsela Çibukaj | Imagine                  | Segundo lugar |
| 3             | Enrika Derza    | I'm Here                 | Tercer lugar  |
| 4             | Lundrim Paçuku  | I'd Do Anything for Love | Cuarto lugar  |

### Temporada 2 (2012-2013)
La segunda temporada se estrenó el 7 de octubre de 2012 y finalizó el 22 de enero de 2013, siendo la ganadora Venera Lumani del equipo Sidrit.

| Clasificación | Artistas         | Canción        | Resultado     |
| ------------- | ---------------- | -------------- | ------------- |
| 1             | Venera Lumani    | Just walk away | Ganador       |
| 2             | Mjellma Berisha  | Breathe easy   | Segundo lugar |
| 3             | Josephine Simoni | Skyfall        | Tercer lugar  |
| 4             | Matej Karaqi     |                | Cuarto lugar  |

### Temporada 3 (2013-2014)
La tercera temporada se estrenó el 19 de octubre de 2013 y finalizó el 25 de enero de 2014, siendo la ganadora Florent Abrashi del equipo Sidrit.

| Clasificación | Artista         | Canción                                 | Resultado     |
| ------------- | --------------- | --------------------------------------- | ------------- |
| 1             | Florent Abrashi | El Tango de Roxanne                     | Ganador       |
| 2             | Borjana Dojle   | (I've seen that face before) Libertango | Segundo lugar |
| 3             | Sigi Bastri     | Steamy windows                          | Tercer lugar  |
| 4             | Krenar Ismaili  | Calling you                             | Cuarto lugar  |

### Temporada 4 (2014-2015)
La cuarta temporada se estrenó el 18 de octubre de 2014 y finalizó el 5 de enero de 2015, siendo el ganador Aslaidon Zaimaj del equipo Genc.
| Clasificación | Artista         | Canción           | Ganador       |
| ------------- | --------------- | ----------------- | ------------- |
| 1             | Aslaidon Zaimaj | Bohemian Rhapsody | Ganador       |
| 2             | Albina Kelmendi | Unchain My Heart  | Segundo lugar |
| 3             | Semi Jaupaj     | Nessun dorma      | Tercer lugar  |
| 4             | Olsa Ballguri   | Mother Earth      | Cuarto lugar  |

### Temporada 5 (2016)
La quinta temporada se estrenó el 9 de enero de 2016 y finalizó el 6 de abril de 2016, siendo el ganador Tahir Gjoçi del equipo Sidrit.
| Clasificación | Artista            | Canción               | Ganador       |
| ------------- | ------------------ | --------------------- | ------------- |
| 1             | Tahir "Tiri" Gjoçi | Don’t you worry child | Ganador       |
| 2             | Lorenc Hasrama     | Waiting all night     | Segundo lugar |
| 3             | Ina Torba          | Jealous               | Tercer lugar  |
| 4             | Elbunit Krasniqi   | Work                  | Cuarto lugar  |

### Temporada 6 (2017)
La sexta temporada se estrenó el 27 de enero de 2017 y finalizó el 19 de mayo de 2017, siendo el ganador Klinti Çollaku del equipo Alban.
| Clasificación | Artista        | Canción             | Ganador       |
| ------------- | -------------- | ------------------- | ------------- |
| 1             | Klinti Çollaku | Halleluja           | Ganador       |
| 2             | Lidia Lufi     | Sweet Dreams        | Segundo lugar |
| 3             | Lis Asllanaj   | Nature Boy          | Tercer lugar  |
| 4             | Anxhela Elmazi | The show must go on | Cuarto lugar  |

## Entrenadores
– Juez Ganador/Concursante. El ganador está en negrita.
     – Juez en Segundo Lugar/Concursante. Finalista aparece primero en la lista.
     – Juez en Tercer Lugar/Concursante. Finalista aparece primero en la lista.
     – Juez en Cuarto Lugar. Finalista aparece primero en la lista.
| Temporada | Entrenadores | Entrenadores | Entrenadores | Entrenadores |
| 1         | Sidrit | Alma | Miriam | Elton |
| --------- | --- | --- | --- | --- |
|           | - Lundrim Paçuku - Filloreta Raci - Gjergj Kacinari - Drilon Shala - Edonjeta Hajdari - Denis Kraja - Gerard Merdani - Visar Kasa - Klodian Kacani - Vjola Baduni - Ema Murati - Carlo Pellicano - Jasmina Begollari - Bameda Kucani      | - Rina Bilurdagu - Enxhi Nasufi - Adela Bezhani - Nora Konjuhi - Arilda Hoxha - Alisiana Isufaj - Gledi Mikerezi - Nidora Gjyriqi - Reita Hamdiu - Uendi Bulku - Gerta Ademaj - Stefan Marena - Valina Ajeti - Ilva Hamzaj          | - Enrika Derza - Xheraldina Berisha - Vjosa Selmani - Elis Nova - Lorela Sejdini - Sidorela Roli - Bukurije Bajrami - Ardita Tusha - Rosela Lufi - Besart Cani - Marsida Shehi - Griselda Vogli - Selina Prelaj - Elsida Bajrami      | - Marsela Çibukaj - Ylli Limani - Olimpia Smajlaj - Semira Latifi - Nita Bahtiri - Enxhi & Xhejn Kumria - Sarita Selmani - Lusan Muhametaj - Melisa Zaganjori - Fabiola Agalliu - Estela Nikoliqi - Blerina Lleshi - Onanta Spahiu - Gent Hamzai |
| 2         | Miriam | Sidrit | Elton | Alma |
|           | - Mjellma Berisha | - Venera Lumani - Lind Islam - Valbona Zhuleku - Egzon Pireci | - Matej Karaqi - Arberesha Maloku | - Jozefina Simoni - Marjona Metohu - Dezi Bekteshi - Leonora Ajdari - Dino Gjyzeli - Arjola Xhikollari |
| 3         | Sidrit | Alma | Elton | Aurela |
|           | - Florent Abrashi - Benjamin Ajrullahu - Albi Xhepa - Armela Tusha - Dafina - Edin Kurejshi - Stiv Mello - Desjana Kamberaj - Ilir Baxhaku - Lauresha Ramadani - Joana Dama - Xhejni Lito                                                 | - Borjana Dojle - Vullnet Neziri - Agnesa Cavolli - Bledi Polena - Edmond Behrami - Asdren Saramati - Vesa Smolica - Ardian Behrami - Estela Brahimllari - Besmir Topcija - Qendrim Krasniqi - Dritan Maraj                         | - Sigi Bastri - Anisa Smajlaj - Martela Lajthia - Suela - Pamela - Arta Memedi - Jetmir Banishta - Joana Qirici - Hysen Kafexhiu - Elena Basha - Lorela Karoshi - Besnik Varaki                                                       | - Krenar Ismaili - Alban Ramosaj - Blerina Shera - Elsa - Beltine Biqmeti - Ana Kabashi - Bashkim - Alba Bozo - Etrit Haxhiu - Leticia Mamaj |
| 4         | Genc | Elsa | Alma | Sidrit |
|           | - Aslaidon Zaimaj - Frenkli Viero - Erina Seitllari - Andra Zhjeqi - Daniel Cook - Mallengjim Bajrami - Zhorzheta Sota - Rexhina Doci - Ledi Canga - Klajdi Kocllari - Alberto Luti - Gresa Sekiraxha - Elbasan Krasniqi - Albi Delibashi | - Albina Kelmendi - Xhois Sporeja - Armand Pistolja - Andi Stafuka - Nilsa Hysi - Gezim Metaj - Venera Pulaj - Megi Laska - Globi Selaj - Gezim Xhaxhaj - Erinda Kananaj - Ranja Panajoti - Andi Skerja - Xhejni Memlikaj           | - Olsa Ballguri - Kejsi Vercani - Aldo Simoni - Anna Nika - Majlinda Bajrami - Vanesa Basha - Stenald Mehilli - Olta Kaferri - Brian Shkodrani - Arbi Pelushaj - Xhojkena Kadiu - Ergi Lami - Glenis Duma - Mergime Krasniqi          | - Semi Jaupaj - Fatjona Zahaj - Mevlud Rahimaj - Jonatan Pilika - Jeton Gashi - Geraldo Spahiu - Genti Sheholli - Klint Gace - Alba Ymerhalili - Rinor Sopjani - Justina Zef - Edona Ibishi - Romina Shyle - Hektor Kollonata                    |
| 5         | Genc | Sidrit | Alma | Jonida |
|           | - Elbunit Krasniqi - Redon Kika - Fjoralba Ponari - Kristi Skendaj - Silvi Mema - Ernesa Surdulli - Kejsi Latifi - Dea Grajqevci - Ledian Huna - Erlisa Shena - Qendresa Gashi - Orhan Maliqi - Najada Cenolli - Serxhio Hajdini          | - Tiri Gjoci - Lorenc Hasrama - Adion Skenderaj - Kaltrina Etemi - Blend Qerimi - Alberigo Marku - Ana Bakaj - Majlinda Cikaqi - Frontina Krasniqi - Donika Domazeti - Avni Mirakaj - Shkamb Pozhegu - Kristina Rira - Fabio Haxhiu | - Ina Torba - Almeida Malka - Klaudia Salillari - Anabela Zeka - Julia Laze - Frosina Muji - Evanthia Imeri - Lirian Merturi - Gigliola Haveriku - Sahit Vata - Kristina Leka - Iris Hoxha - Ilger Alliu - Argita Baci                | - Sara Koci - Ardiana Mehmeti - Ledmir Pecnikaj - Eleni Balla - Franceska Hoxhaj - Andi - Rodolf Byku - Orges Dhima - Mario Alibashi - Denisa Sadiku - Besarb Qerimi - Sara Frisku - Roland Gjoka - Kleopatra Tuni                               |
| 6         | Xuxi | Besa | Rona | Alban |
|           | - Klea Kasemi - Keka Berisha - Maria Luiggia Larocca - Mehmet Jakimi - Leda Sulçe - Berivan Biçakçi - Anton Prendi - Vis Gjinovci - Medina Salihu - Jon Bela - Adela Curra - Jehona Ponari - Argela Xhaferri                              | - Anxhela Elmazi - Aldo Prendushi - Alesio Zaloshnja - Deborah Dollapi - Melisa Zhuta - Dea Topçiu - Ardian Gashi - Thomas Grazioso - Katherine & Kellian Daniel - Giulio Perrone - Fatlum Muqolli - Artemisa Mithi - Jetmir Kanani | - Lidia Lufi - Albert Osmanollaj - Laureta Hasani - Liridona Osmanaj - Lis Asllanaj - Rei Bezhani - Fjolla Ismaili - Wendy Mardeda - Djellza Zenuni - Artjola Topi - Malvina Likaj - Ervis Saliasi - Arjeta Palushaj - Antigon Gjokaj | - Klinti Çollaku - Chiara Tinnirello - Jona Pepkolaj - Anila Palushaj - Diellza Nagavci - Leutrim Esadi - Walter Rexhepi - Hekuran Beluli - Elda Qalaj - Drenica Zogaj - Ndriçim Gazija - Anila Vucaj - Shpend Hysaj - Andi Xhakola              |